# Кинан ап Иаго
Кинан ап Иаго (валл. Cynan ab Iago; умер в 1063) — претендент на трон Гвинеда с 1039 года по 1063 год.
Был валлийским принцем династии Аберфрау, которому иногда приписывают краткое правление Гвинедом. Его отец, Иаго ап Идвал ап Мейриг, был королем до него, а его сын, Грифид, стал королем после него.
Его отец был королем Гвинедда с 1023 по 1039 год, но был убит (возможно, его же собственными людьми), в то время как Кинан был еще молод. Престол захватил Грифид ап Лливелин, из-за чего Кинан бежал в Ирландию, в Дублин. Там он женился на Рагнильде, дочери короля Дублина Олафа Сигтриггссона. 
Кинан, возможно, умер довольно скоро после рождения их сына, Грифида, так как История Грифида ап Кинана в XIII веке описала родословную Кинана, но опустила его из его рассказа о юности Грифида. Вместо этого мать Грифида рассказывает ему о его отце и о владениях через море, которые он должен требовать. После двух крупных саксонских вторжений под началом Гарольда и Тостига, Грифид ап Ливелин был убит в 1063 году: позднее валлийская Хроника принцев, сообщает, что его убили его собственные люди, в то время как «Хроника Ольстера» заявила, что он был убит людьми Кинана. Если Кинан и правил, то это было очень не долго, так как Бледин ап Кинвин при посредничестве саксов стал правителем Гвинеда.